# Лесовое (Прилукский район)
Лесово́е (укр. Лісове; до 2016 г. — Комму́на, до 1929 г. — Солохи) — село в Прилукском районе Черниговской области Украины. Население — 80 человек. Занимает площадь 0,335 км².
Код КОАТУУ: 7424188504. Почтовый индекс: 17531. Телефонный код: +380 4637.

## География
Расстояние до районного центра: Прилуки: (16 км.), до областного центра: Чернигов ( ю129 км.), до столицы: Киев (148 км.). Ближайшие населенные пункты: Мильки и Смош 2 км, Валки, Высокое и Переволочная 5 км.

## Власть
Орган местного самоуправления — Смошский сельский совет. Почтовый адрес: 17531, Черниговская обл., Прилукский р-н, с. Смош, ул. Покровская, 32.